# Iso Kumpusaari (ö i Norra Savolax, Nordöstra Savolax, lat 62,88, long 28,65)
Iso Kumpusaari är en ö i Finland. Den ligger i sjön Rikkavesi och i kommunen Tuusniemi i den ekonomiska regionen  Nordöstra Savolax ekonomiska region  och landskapet Norra Savolax, i den centrala delen av landet, 400 km nordost om huvudstaden Helsingfors. Öns area är 37,1 hektar och dess största längd är 1,1 kilometer i nord-sydlig riktning.